# Elena Córcoles
Elena Córcoles Sharman (L'Eliana)Valencia, España, 7 de junio de 1977) es una atleta  española, retirada en el año 2006. Fue campeona de España de 200 y 400 metros.

## Palmarés español
- Recordwoman de España Promesa de 4 × 100 m (44.86 en 1999).
- Campeona de España júnior de 200 m en pista cubierta (1996).
- Campeona de España promesa de 200 m al aire libre y pista cubierta (1997).
- Campeona de España promesa de 60 m en pista cubierta (1999).
- Campeona de España promesa de 100 m al aire libre (1998) Campeona de España Absoluta de 200 m en pista cubierta (1998-1999-2000).
- Campeona de España Absoluta de 200 m al aire libre (1998).
- Campeona de España Absoluta de 400 m en pista cubierta (2001).

## Palmarés internacional
- 1997 - Turku 200m (7s1/24.76).
- 1997 - Praga 1ª D - 4 × 400 m (4ª/3:34.03).
- 1998 - Lisboa 4x100m (4e1/11.73); 200 m (6ª/23.85); 4 × 100 m (1ª/44.54).
- 1998 - Valencia 200m (4e4/24.44).
- 1998 - Budapest 4x100m (5e1/44.64).
- 1998 - Budapest 1ª D - 200 m (5ª/24.35); 4 × 100 m (3ª/45.35).
- 1999 - Atenas 1ª D - 4 × 100 m (3ª/44.84).
- 1999 - Sevilla 4x400m (6e1/3:36.28).
- 1999 - Gotemburgo 200m (6e2/24.41); 4 × 100 m (5ª/44.86).
- 1999 - Maebashi 200m (4e5/24.05).
- 1999 - Palma Mallorca 200m (6e3/24.43); 4 × 100 m (8ª/45.95); 4 × 400 m (5ª/3:34.61).
- 2003 - Florencia Spl - 4 × 400 m (8ª/3:32.77).
- 2004 - Budapest 4x400m (5e2/3:38.01).
- 2004 - Huelva 100m (7ª/11.89); 4 × 100 m (4ª/45.07).
- 2004 - Bydgosscz Spl - 4 × 100 m (7ª/44.81).
- 2004 - Leipzig relevo (5ª/4:52.85).